# Thelypteris trelawniensis
Thelypteris trelawniensis är en kärrbräkenväxtart som beskrevs av George Richardson Proctor. Thelypteris trelawniensis ingår i släktet Thelypteris och familjen Thelypteridaceae. Inga underarter finns listade.